# Arie Martinus Luijt
Arie Martinus (Thies) Luijt (naamvarianten: Arie Martinus Luyt, Arie Marinus Luyt, Thies Luyt; singneerde met A.M. Luijt) (Sliedrecht 24 april 1879 – Wassenaar, 8 juli 1951) was een Nederlandse schilder.
Luijt werd opgeleid aan de Akademie van Beeldende Kunsten in Den Haag en aan de Académie Julian in Parijs. Hij bekwaamde zich als leerling verder bij Frits Jansen, Roland Larij en Jules Joseph Augustin Laurens.
Luijt werkte achtereenvolgens in Dordrecht, Den Haag, Parijs, Schaarbeek, opnieuw in Den Haag, weer in Parijs, Kaapstad (Zuid-Afrika) om ten slotte via Den Haag in Wassenaar te belanden.
Hij was zowel illustrator, wandschilder, schilder, aquarellist, lithograaf, (politiek) tekenaar en decoratieschilder (van interieurs).
De belangrijkste materialen voor hem waren water- en olieverf, waarmee hij bloemstillevens, landschappen, paarden, figuurvoorstellingen, allegorieën en dorpsgezichten maakte.
Hij was lid van Pulchri Studio in Den Haag en van de Haagse Kunstkring en Nieuwe of Littéraire Sociëteit 'De Witte'.

## Affiches
affiches in opdracht van Fop Smit & Co

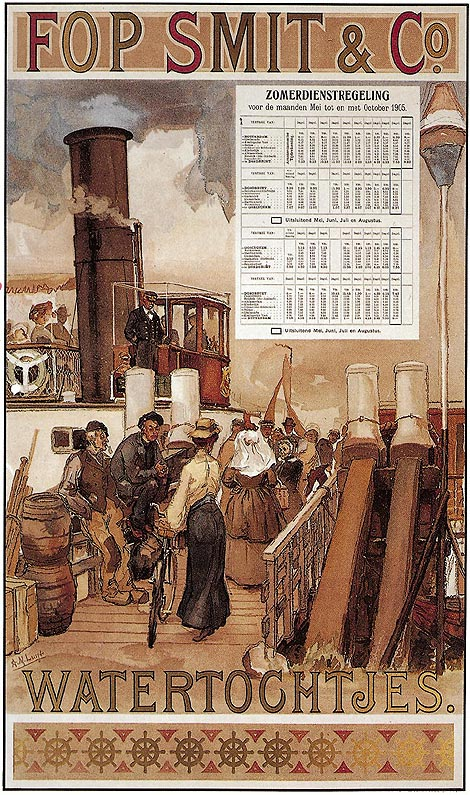
affiche 1905 (A.M. Luijt)
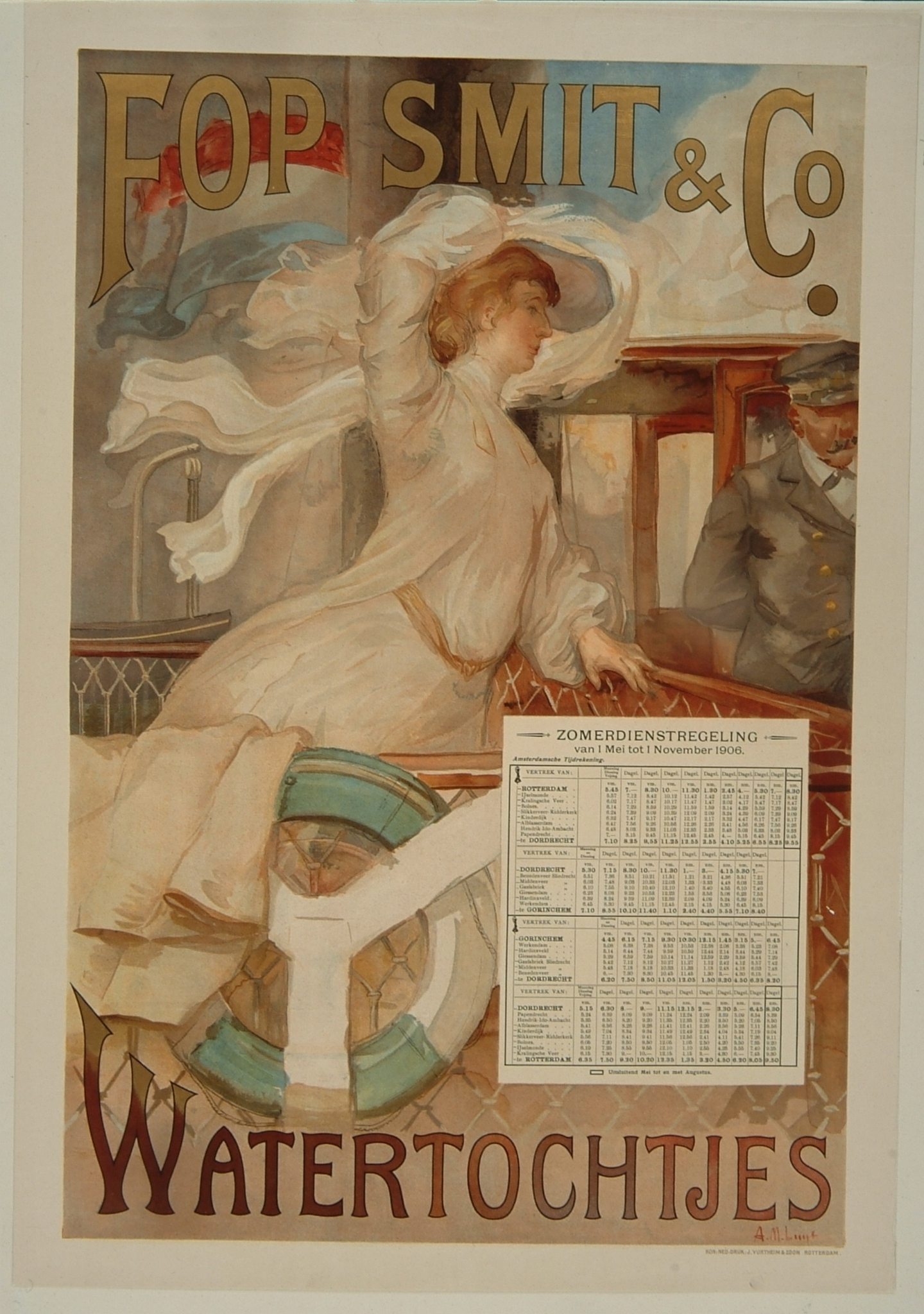
affiche 1906 (A.M. Luijt)
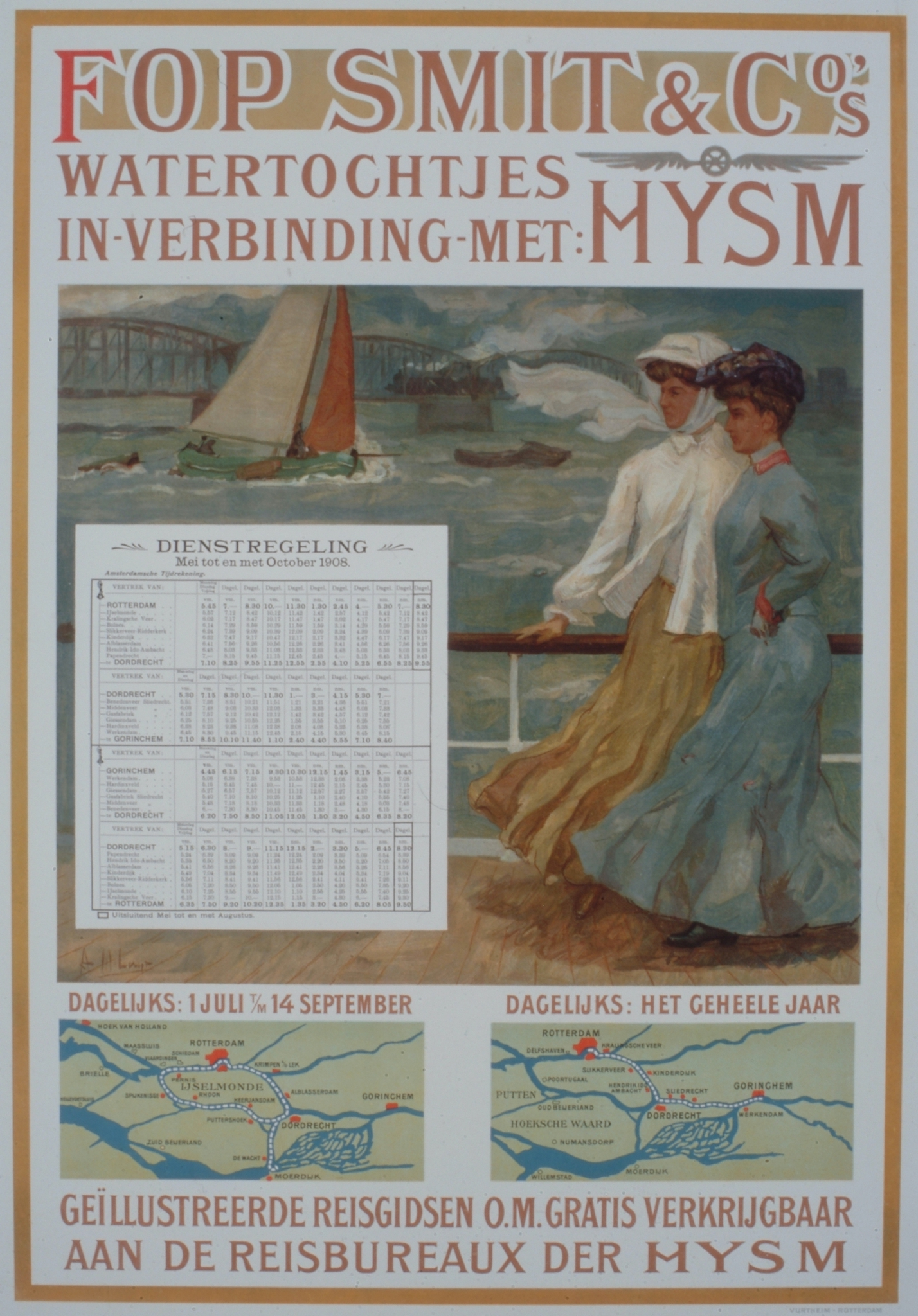
affiche 1908 (A.M. Luijt)
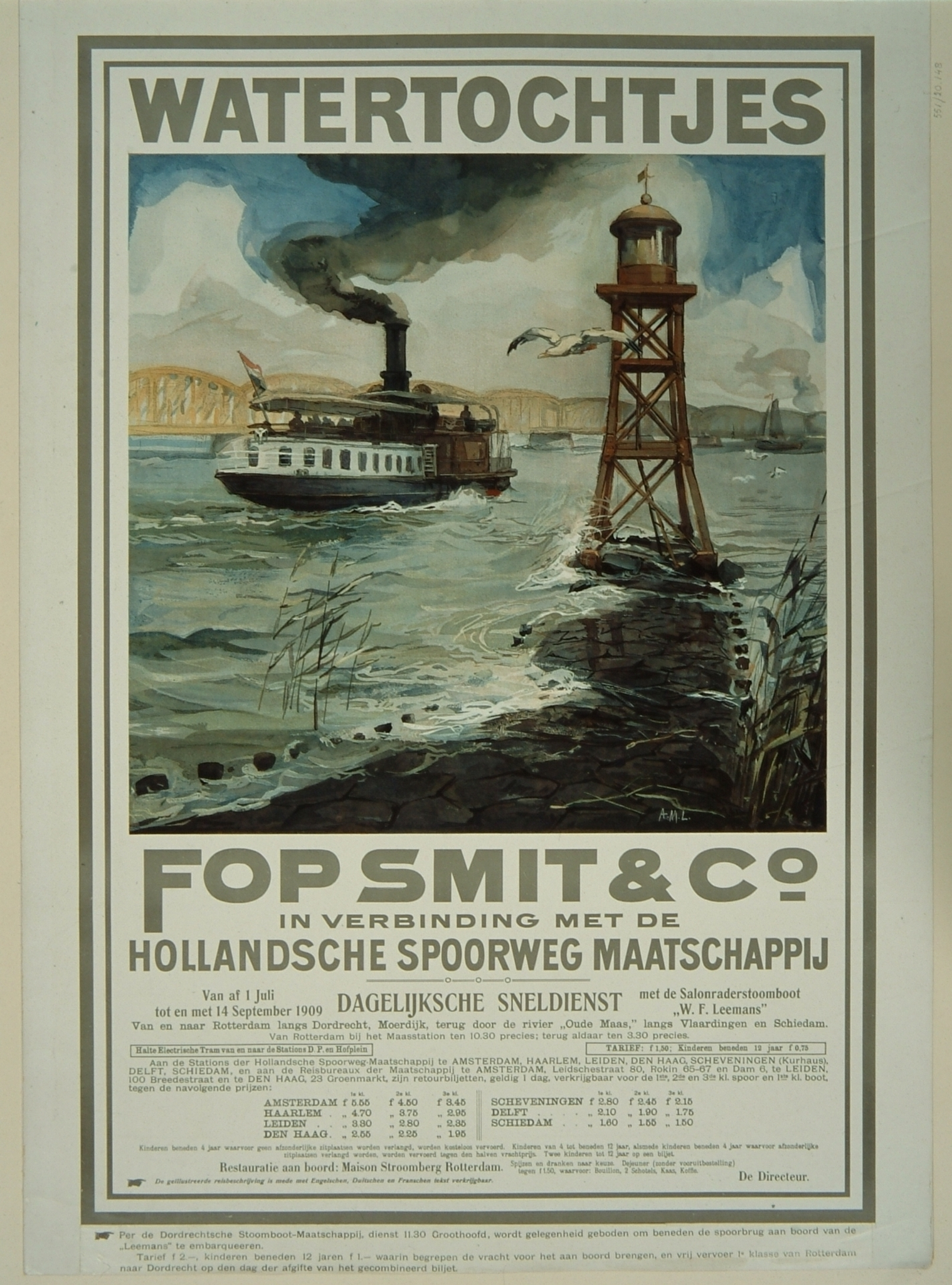
affiche 1909 (A.M. Luijt)

- Biografisch Portaal: 74751240
- Gemeinsame Normdatei: 1053254849
- International Standard Name Identifier: 0000 0003 8787 2874
- Nederlandse Thesaurus van Auteursnamen: 101872127
- RKD-Nederlands Instituut voor Kunstgeschiedenis: 51466
- Virtual International Authority File: 280937889
- WorldCat: E39PBJqVXRx8vwFbGKMQ4HYpT3